# Sarah Blom
Sarah Blom (1985) is een geriatrisch psychologe gespecialiseerd in het omgaan met dementie. Ze is daarnaast ook theatermaakster, actrice en schrijfster van het boek Jij bent toch mijn dochter? (2018).

## Biografie
Blom komt uit een familie van psychologen en theatermakers. Zij heeft twee broers, David en Misha, die ook psychologie en theater combineren en werkt veelvuldig samen met hen en hun moeder, Lydia van den Heuvel, die naast het werk in het theater ook kunstenares is. Hoewel zij haar moeder positief beschrijft, ervoer ze de relatie met haar vader een stuk negatiever. Over haar beide ouders vertelt ze zelf:
Mijn moeder was altijd een hele open en warme vrouw, zij was in die zin wel een enorme buffer. Bij mijn vader daarentegen kon ik nooit terecht, ik heb nooit erkenning gekregen voor wat ik als kind heb moeten missen. Hij gaf ook nooit aan wat er met hem aan de hand was, dat zie je vaker in gezinnen. Dan hebben de ouders ruzie en vraagt het kind wat er aan de hand is en dan zegt de ouder dat er niks is en hij maar weer moet gaan spelen. Op die manier leer je je kind niet om op zijn eigen intuïtie en gevoel te vertrouwen en dat is gewoon gevaarlijk.— Sarah Blom
Blom is bewust alleenstaand moeder. Ze heeft drie kinderen en woont met haar kinderen op een boerderij in Buren, samen met haar beide broers en moeder, die haar helpen bij de opvoeding van de kinderen.

## Werk
Naast theatervoorstellingen schrijft Blom. In 2018 verscheen haar boek Jij bent toch mijn dochter?. Daarnaast wordt zij ook regelmatig gevraagd om commentaar te geven vanuit haar expertise als psychologe. Zo gaf ze kritiek op de misstanden in het verzorgingstehuis De Leeuwenhoek, waar volgens een klokkenluider de bewoners regelmatig werden mishandeld. Ook waarschuwde ze, samen met haar broer David, tijdens de coronacrisis voor de impact die oversterfte op verpleegkundigen kon hebben. Al eerder, in 2017, duidde ze het grotere aantal valincidenten met dodelijke afloop onder ouderen.

### Theater
Naast haar bezigheden als psychologe schrijft Blom samen met haar familieleden theatervoorstellingen die zij ook gezamenlijk opvoeren. Zij hebben hiertoe een productiehuis opgezet met de naam Het Psychologie in het Theater Productiehuis. Blom schrijft stukken voor het productiehuis. Hun show Dag Mama, over dementie, trok 300.000 bezoekers en zal eind 2024 voor het laatst opgevoerd worden. Dag Mama 2, een vervolg op de eerste show, loopt door tot maart 2025. Beide stukken kunnen in willekeurige volgorde bekeken worden, ook door zorgprofessionals om punten voor hun benodigde accreditatie te verwerven.
In dezelfde periode als Dag Mama en het vervolg loopt ook Ons Kind, een stuk dat zich op ontwikkelingspsychologie richt en gebruikt maakt van poppenspel, en Dichterbij, een stuk over de relatie tussen stellen.
- International Standard Name Identifier: 0000 0004 7221 5748
- Nederlandse Thesaurus van Auteursnamen: 419887059
- Virtual International Authority File: 95154074458911741873